# Iglesia de San Pedro (Fritzlar)
La iglesia de San Pedro (en alemán: Fritzlarer Dom St. Peter) (en alemán: Fritzlarer Dom St. Peter) es una iglesia alemana de culto católico  ubicada en la pequeña ciudad de Fritzlar en el estado de Hesse. A menudo se le denomina erróneamente como catedral (Dom en alemán), debido a su gran tamaño. También se usa la denominación Münster ya que  anteriormente fue la iglesia abacial de Fritzml.
La iglesia es ahora una iglesia parroquial de la ciudad y es uno de los monumentos más importantes del norte de Hesse. Desde 2004, la Iglesia tiene el estatus de basílica menor.

## Iglesia actual
La iglesia actual se inició hacia 1085/90 como una basílica en estilo alto románico. Probablemente se terminó en 1118. Entre 1171 y 1232 siguió una reforma románica tardía. La armadura del techo sobre el coro se terminó en 1194. La siguiente etapa de trabajos ya tuvo lugar en el período de transición del románico al gótico: entre 1253 y 1276, se añadió el nártex también conocido como Paradies. Las dos naves laterales meridionales, totalmente góticas, datan de 1290 a 1323. La Marienkapelle gótica se construyó en 1354-1365/66.
La sala capitular (con entramado de madera) se construyó sobre la cripta nororiental alrededor de 1560. La pantalla de la cruz se reemplazó por una celosía de hierro forjado en 1692. Se agregó al nártex un piso superior simplificado y de techo bajo en 1731, y en 1735 se construyó el pórtico en el portal norte. De 1799 a 1828, la alta torre central fue demolida y reemplazada por una torre piramidal más baja. En 1868, una tormenta provocó el colapso de la aguja de la torre sur durante una misa, matando a 21 personas e hiriendo a otras 31 más. Las agujas y los frontones de ambas torres occidentales se reconstruyeron alrededor de 1873 en estilo neorrománico.
Se realizaron renovaciones/reparaciones integrales en 1913-1920 y 1963-1970. En 1974, se inauguró el museo de la iglesia.
En 2004, el papa Juan Pablo II la declaró como basílica menor. Otra renovación del interior de la iglesia tuvo lugar en 2010-2012. En diciembre de 2012 fue reabierta al público.